# Kees Mijnders jr.
Cornelis Lambertus Mijnders (Eindhoven, 28 september 1912 - Rotterdam, 1 april 2002) was een Nederlands voetballer die als linker aanvaller speelde.

## Biografie
Mijnders werd geboren in Eindhoven. Zijn vader, Kees Mijnders sr., werkte daar bij Philips, voetbalde bij E.V.V. en was tussen 1914 en 1916 de eerste trainer van PSV.
Het gezin verhuisde naar het westen, waar Mijnders ging spelen voor DJS (De Jonge Spartaan) en vanaf 1927 voor D.F.C. in Dordrecht. Van 1927 tot 1952 (met onderbreking van de Tweede Wereldoorlog) speelde hij voor de club. Later werd hij hier lid van verdienste.
Tussen 1934 en 1938 speelde Mijnders zeven wedstrijden voor het Nederlands voetbalelftal waarin hij niet scoorde. Hij maakte tevens deel uit van de selectie voor het wereldkampioenschap voetbal 1934. Hij was echter geblesseerd en bleef achter in Nederland. Hij werd ook dertig keer geselecteerd voor het Nederlands B-voetbalelftal. Als speler van Oranje, werd hij vermeld in het wk-lied  We gaan naar Rome toe uit 1934 van Louis Davids in de strofe Mijnders, Wels, zo goed als Smit, die roepen om de beurt: die zit.
In 1934 richtten vader en zoon het bedrijf N.V. Mijnco op dat onder meer elektrische snijmachines maakte. Mijnders woonde op een woonboot in Rotterdam en overleed in 2002.